# Josef Šíma (fotbalista)
Josef Šíma (17. srpna 1905 Bubeneč – 6. listopadu 1983 ?) byl český fotbalista, československý reprezentant.

## Sportovní kariéra
Za československou reprezentaci odehrál v letech 1926–1927 tři utkání. V krátké reprezentační éře kulminovala jeho kariéra, která však rychle pohasla. Přesto v této době, kdy hrál za Spartu Praha (56 zápasů), nastřádal dost úspěchů. Dvakrát se Spartou vyhrál titul mistra Československa (1926, 1927) a v druhé mistrovské sezóně byl nejlepším střelcem ligy – se 13 góly se o korunu krále střelců dělil s Antonínem Pučem. V československé lize nastoupil ve 46 utkáních a dal 47 gólů.

## Ligová bilance
| Ročník                                       | Zápasy | Góly | Klub              |
| -------------------------------------------- | ------ | ---- | ----------------- |
| Asociační liga 1925                          | 5      | 6    | AC Sparta Praha   |
| Středočeská 1. liga 1925/1926                | 9      | 10   | AC Sparta Praha   |
| Kvalifikační soutěž Středočeské 1. ligy 1927 | 6      | 13   | AC Sparta Praha   |
| Středočeská 1. liga 1927/1928                | 4      | 5    | AC Sparta Praha   |
| 1. asociační liga 1929/1930                  | 13     | 12   | Teplitzer FK      |
| 1. asociační liga 1931/1932                  | 1      | 0    | SK Viktoria Plzeň |
| 1. asociační liga 1931/1932                  | 2      | 0    | Teplitzer FK      |
| Státní liga 1934/1935                        | 6      | 1    | SK Čechie Karlín  |
| CELKEM                                       | 46     | 47   |                   |